# Червонка-Парцель
Червонка-Парцель (пол. Czerwonka-Parcel) — село в Польщі, у гміні Сохачев Сохачевського повіту Мазовецького воєводства.
Населення — 678 осіб (2011).
У 1975-1998 роках село належало до Скерневицького воєводства.

## Демографія
Демографічна структура станом на 31 березня 2011 року:
|          | Загалом | Допрацездатний вік | Працездатний вік | Постпрацездатний вік |
| -------- | ------- | ------------------ | ---------------- | -------------------- |
| Чоловіки | 343     | 91                 | 221              | 31                   |
| Жінки    | 335     | 71                 | 206              | 58                   |
| Разом    | 678     | 162                | 427              | 89                   |